# Kudusi Lama
Prof. dr. Kudusi Lama (* 9. května 1951 Geshtenjë v Kalisu v provincii Luma v okresu Kukes) je albánský ředitel vojenské vědy a generál v záloze.

## Život
Narodil se ve vesnici Gshtenje v Kalisu v provincii Luma v okresu Kukes 9. května 1951. Po smrti otce v roce 1954 byl vychováván převážně matkou. Má dva sourozence. Navštěvoval základní školu v Kalisu, 1962–1965; střední škola pro „agronomii“ v Peshkopi od roku 1965 do roku 1969. V letech 1969–1970 pracoval jako agronom v zemědělském družstvu v Kalis a Ujmisht v okrese Kukës.V letech 1970–1972 vystudoval kombinovanou důstojnickou školu Enver Hoxha v Tiraně, v Dělostřelecké specializaci, a 30. července 1972 byl povýšen na aktivního vojenského důstojníka. Jeho vojenská kariéra tedy začala v roce 1972. 1972–1976 - vedoucí objevu dělostřelecké brigády v Kavaji, 1976–1983 - velitel dělostřelecké skupiny na pěchotní brigádě v Kukes, 1983–1985 - pokračoval ve studiu na Vojenské akademii v Tiraně (dnes Akademie) generálního štábu ozbrojených sil), 1985–1992 - dělostřelecký specialista na velitelství divize, pěší divize v Kukesu.
- V letech 1992–1997 - dělostřelecký specialista na generálním štábu ozbrojených sil v Tiraně
- 1997–1999 - velitel pěší divize v Kukës
- 1999–2000 - velitel pěší divize v Tiraně
- 2000–2006 - velitel logistického podpůrného velení ozbrojených sil Albánské republiky v Tiraně

Usnesením prezidenta Albánské republiky ze dne 21. června 2006 rezignoval a rezervu opustil.
Svou dizertační práci obhájil 20. července 1996 a obdržel doktorát z vojenské vědy. Téma disertační práce: Některé jevy vojenského využití dělostřelectva a řízení jeho boje v zimních podmínkách na hornatém terénu.
Dne 12. března 1997 obdržel hodnost brigádního generála.

## Vyznamenání
- Dvě medaile vojenské služby
- Třetí řád vojenské služby
- Zlatá medaile orla
- Medaile vděčnosti
- Stříbrná medaile Národního výboru veteránů za národní osvobozeneckou válku v Albánii
- Řád „Adem Jashari“ prozatímní vládou Kosova
- Medaile za vojenské služby
- Tři rozkazy a medaile od ministra obrany Albánské republiky
- Čtyři rozkazy a medaile od náčelníka generálního štábu ozbrojených sil Albánské republiky
- Od magistrátu města Prizren s titulem „čestný občan města Prizren“
- Od Národního výboru veteránů z války za osvobození Albánie za národní osvobození s názvem „Vyznamenání organizace veteránů LANC“
- Z obce Rahovec s titulem „čestný občan magistrátu Rahovec“
- Asociací „BYTYÇI“ s názvem „Brave over Brave“
- Z albánského ústavu v Prištině s názvem „Čestný člen albánského institutu“
- Od sdružení „vlasti“ v Bad Ragazu ve Švýcarsku „čestný člen sdružení“
- Od Organizace veteránů pro válečné osvobození v Prizrenu s titulem „generál věčné armády“
- Od rodiny Jashari v Prekazu medaili „Adem Jashari“
- Od generálního štábu Osvobozenecké armády Presevo * Medvedja * Bujanovac, se zvláštní vděčností
- S vděčností od obce Vushtrri a mnoha jiných struktur v Kosovu a Makedonii

## Veterán kosovské osvobozenecké armády
Zapojení do kosovské osvobozenecké války začalo na začátku května 1997 a pokračovalo nepřetržitě až do konce. Během války byl ve spolupráci s generálním štábem KLA a jeho vůdci Xhavitem Haliti, Azem Sylou, Xheladinem Gashim, biskupem Zyrapim, Agimem Ceku, Ali Ahmetim, Jasharem Salihuem, Nasimem Haradinajem, vykonával veškeré možné činnosti také s dalšími členy vedení, veliteli všech úrovní. Jeho činnost sahá od organizace, plánování, výcviku, zásobování, ubytování až k frontovým liniím, kde byl v roli jednoduchého frontového bojovníka.
V letech 1997–1999 byl velitelem pěší divize v Kukesu. Tehdy to pro něj byla válka a vojska, kterým velel a účastnil se přímo války, protože pěchotní divize Kukes bojovala proti srbské armádě, podle odhadů však tyto bitvy a zápasy trvaly od tří hodin do tří dnů a je jich jen málo, ale 39, během 22 měsíčního rozpětí.
- V roce 2002 vystudoval Obrannou vysokou školu v Tiraně.
- V roce 2005 absolvoval Diplomatickou akademii v Tiraně.

## Albánská vojenská myšlenka
Neustále přispíval k rozvoji albánské vojenské myšlenky. Zapojil se do výzkumných a vědeckých aktivit, podílel se na četných brigádách, sborech, divizích a armádách. Na zasedáních na jednotkových vědách a na úrovni armády mu byla předložena značná studijní zavazadla, kde se prostřednictvím četných studií psaní ve vojenském tisku a zvláštních studiích zabýval celou řadou problémů s používáním těla, z toho zdůrazňuji:
- „Použití skupiny Obus připravené k boji“, v Kukes, 1978, tvořené BrK Kukes (vojenská jednotka č. 6600).
- „Požární management skupiny Obus připravený v součinnosti s dělostřeleckými hasičskými týmy na dobrovolnických puškách“ v Kukes, 1979, složený z Bruka Kukese (vojenské oddělení č. 6600).
- „Směr dělostřeleckého palebného praporu jednoduchými metodami“, v Kukes, 1987, složený z DK Kukes (vojenské oddělení č. 1244).
- "Palba dělostřeleckého směru v horském poli v zimních podmínkách", Kukes, 1988, složený z KK Kukes (vojenská jednotka č. 1244).

Ve své výzkumné práci také provedl řadu experimentů (vyprávění příběhů, metodik atd.) Experimentálního i indikativního charakteru, jako jsou experimenty pro bojové použití dělostřelectva a řízení jeho palby za různých terénních a povětrnostních podmínek.
Z nich nepřehlédli zimní výcvik v divizi Kukes v letech 1988–89 a mnoho dalších, z velkých školení, které naplánoval, uspořádal, vedl a provedl:
- Výcvik s bojovými jednotkami ve Voskopoja v roce 1995, kde byly jednotky plně rozmístěny v reálných válečných podmínkách, s využitím všech typů zbraní. Výcvik byl na téma: „Pěší prapor v bojové střelbě s využitím všech druhů zbraní“ a palebná podpora dvou dělostřeleckých skupin těžkého kalibru, tanků, plamenometů, protiletadlového dělostřelectva atd., S použitím metod západní korekce dělostřelecké korekce.
- Výcvik s bojovými jednotkami v Palavli, Delvina v roce 1996, kde byly jednotky plně rozmístěny v reálných válečných podmínkách, s využitím všech typů zbraní. Výcvik byl na téma: „Pěší prapor v bojové střelbě s využitím všech typů zbraní“ a podpora palby dvou skupin těžkého ráže dělostřelectva, tanků, plamenometů, protiletadlového dělostřelectva atd., S použitím metod západní korekce dělostřelecké korekce.

Jako spoluautor se účastnil přípravných výborů předpisů pro boj s dělostřelectvem, učebnic pro výcvik dělostřeleckých vojáků, různých přednášek o dělostřelectvu, použití ozbrojeného personálu v provozu a využití logistiky v mírových podmínkách, krize a válka, při přípravě doktríny logistiky, při navrhování obranné politiky Albánské republiky, bezpečnostní strategie a vojenské strategie Albánské republiky.
Zúčastnil se řady národních a mezinárodních vědeckých konferencí, kde prezentoval referáty, které byly také publikovány ve vědeckých časopisech v Kosovu a Makedonii, o bezpečnosti, geopolitice, řešení konfliktů, řešení krizí, personální management, historické problémy atd.
V oblasti publikací publikoval řadu obecných a metodických článků tehdejšího vojenského tisku, zejména o problémech speciálního výcviku a efektivního využití dělostřelectva v boji, boji a všestranném provozu, logistice, vojenské organizaci atd.
Publikoval a pokračoval v publikování řady politických a historických článků a analýz v současném tisku v Tiraně a Prištině.

## Dílo
- „Kosovo a osvobozenecká armáda“, Tirana, 2005.

- „Ilir Shaqiri - Heroism and Love“, Priština, ACL, 2012.

- „Úvod do nouzového řízení“, Priština, 2012.

- „Hodnoty války za osvobození Kosova za ochranu národní věci“ ", Priština, 2012.

- "Řízení pro mimořádné situace ", Priština, 2013.

- "Řízení nouzových plánů ", Priština, 2014.

- "Vysvětlivky k pojmům nouzového řízení "(spoluautor), Priština, 2015.

- "Analýza a hodnocení of Risks, Priština, 2016.

- „Moje matka Mihane Lama“, román, Tirana, 2018.

- „Pátrání a záchrana v nouzových situacích“, Priština, 2018.

V letech 1987–1991 při přípravě své dizertační práce absolvoval „velmi dobré“ čtyři postgraduální zkoušky (filozofie a ruský jazyk na univerzitě v Tiraně, bojová umění a použití dělostřelectva na Vojenské akademii). který dokončil v roce 1996 a dne 20.07.1996 jsem ho obhajoval před Zvláštním výborem pro bojová umění podle rozhodnutí Vědeckého kvalifikačního výboru Albánské republiky v Radě ministrů.
Zatím nepřijímá žádnou politickou stranu.
V letech 2006–2009 pracoval jako přednášející na Prizrenské univerzitě Ukshin Hoti, kde vyučoval následující předměty:
- bezpečnostní politika,
- diplomacie,
- geopolitická.

2008–2009 - přednášející na Iliria University v Prištině - přednášel na:
- bezpečnostní politika,
- řešení konfliktů.

2007 - dále - přednášející na vysoké škole BIZNESI v Prištině - přednášky:
- úvod do krizového řízení (bakalář),
- krizový management (bakalář),
- výzkum - záchranná služba (bakalář),
- dynamika obrany katastrofa (bakalář),
- zavedení bezpečnostní politiky (bakalář),
- strategické partnerství (bakalář),
- školení o řízení bezpečnosti (bakalář),
- řízení rizik (bakalář),
- řízení havarijních plánů (magister),
- plánování mimořádných operací (master)
- vývoj záchranných operací (master),
- analýzy a vyhodnocení rizik (master)
- mezinárodní vedení nouzového (master).
2007–2009 - profesor - trenér statistického institutu „Ramil Nuhiu“ v Prištině, kde se konaly přednášky a kurzy o modulech:
- řízení lidských zdrojů,
- kancelářská komunikace a správa,
- mezinárodní vztahy a bezpečnost,
- bezpečnostní politiky atd.
2009 - přednášel cyklus přednášek v kosovských policejních strukturách,
2010 a 2014 - přednáší série přednášek na Doktrickém velení kosovských bezpečnostních sil,
Ve své výzkumné práci jsem také provedl řadu experimentů s orientačním a experimentálním charakterem.